# Градски стадион у Панчеву
Градски стадион у Панчеву познат и под именом Стадион Динама.
Овај стадион је дом панчевачког фудбалског клуба ФК Динамо од њеног оснивања тј. оснивања, 1945. године. Стадион или у то доба фудбалски терен је постављен 1932. године. Већим делом свог постојања стадион је поред фудбалског терена од природне траве, имао атлетску стазу, помоћни терен и  комбиновани терен на отвореном за кошарку, рукомет и одбојку.

## Историја
Поред домаћинства фудбалском клубу, када је главни терен примао и десет хиљада гледалаца, овај стадион су користили и АК Динамо, рагбе клуб РК Динамо и БК Динамо. Због великог интересовања на травнатом делу игралишта је шездесетих година двадесетог века подигнут ринг одржан бокс меч између БК Пула и БК Динамо када су се састали Обрад Сретеновић члан БК Динамо и Мате Парлов, члан БК Пула.
Поред овог боксерског спектакла одржана је и фудбалска утакмица југословенске фудбалске репрезентације и репрезентације Јужног Баната у оквиру припрема за Светско првенство у фудбалу 1974. Утакмицу је преносила и ЈРТ Савезни селектор  Миљанић је довео комплетну репрезентацију а на терену се није појавио Драган Џајић који је утакмицу одседео на клупи. За Југославију су играли Марић, Буљан, Хаџиабдић, Мужинић, Каталински, Богићевић, Петковић, Облак, Шурјак, Аћимовић, Јерковић Павловић, Перузовић, Дојчиновски, Владић, Попивода, Караси, Бајевић. Поред њих наступио је и Момчило Вукотић као гост сусрета. Југославија је победила са 2 : 1.

## Капацитет
Данас стадион има 4.569 места од тога 2.569 места за седење. Северни део стадиона има 3.969 места и свих 2.569 места за седење и тај део стадион је делимично покривен а јужни део стадиона има 600 места за стајање. Стадион је опремљен ЛЕД семафором за показивање резултата.